# Élection présidentielle américaine de 2016 dans l'État de Washington
L'élection présidentielle américaine de 2016, cinquante-huitième élection présidentielle américaine depuis 1788, a lieu le 8 novembre 2016 et conduit à la désignation du républicain Donald Trump comme quarante-cinquième président des États-Unis.
Au Washington; les Démocrate l'emportent avec Hillary Clinton, comme présumé par les sondages.

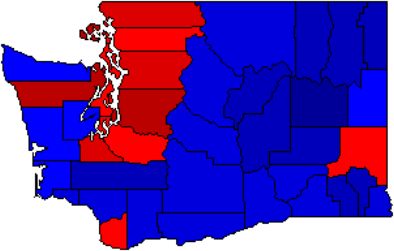
Carte des résultats de l'élection présidentielle américaine de 2016, par comté, Au Washington (Rouge: Clinton / Bleu: Trump)

## Résultats des élections Au Washington
| Candidat présidentiel | Vice Président | Parti Politique | Vote Populaire | Vote Populaire | Vote électoral |
| --------------------- | -------------- | --------------- | -------------- | -------------- | -------------- |
| Hillary Clinton       | Tim Kaine      | Démocrates      | 1742718        | 52,54%         | 8              |
| Donald Trump          | Mike Pence     | Républicains    | 1221747        | 36,83%         | 0              |
| Gary Johnson          | William Weld   | Libertarian     | 160879         | 4,85%          | 0              |
| Write-ins             | /              | /               | 105 678        | 3,19%          | 4              |
| Jill Stein            | Ajamu Baraka   | Green           | 58417          | 1,76%          | 0              |
| Darrell Castle        | Scott Bradley  | Constitution    | 17623          | 0,53%          | 0              |
| Autres (+)            | /              | /               | 9934           | 0,3            | 0              |

## Analyse
Les comtés de Cowlitz, Pacific, Greys Harbor, Mason et Clallam ont changé de majorité et passent de Démocrates en 2012 à Républicains en 2016. Seul le comté de Whitman a changé de majorité en passant de Républicains en 2012 à Démocrates en 2016. Aucun comté n'a voté à plus de 69,85% % Démocrate ou 70,09 % Républicain.
Les plus réfractaires au candidat républicain sont les habitants du comté de King avec 21,04%. Les plus pessimistes envers Hillary sont dans le comté de Lincoln avec 21,23% %